# Frank Lobdell
Frank Lobdell (* 23. August 1921 in Kansas City, Missouri; † 14. Dezember 2013 in Palo Alto, Kalifornien) war ein US-amerikanischer Maler und Grafiker, der zu den Vertretern des Abstrakten Expressionismus an der Westküste der Vereinigten Staaten zählt.

## Leben
Frank Lobdell  studierte von 1939 bis 1940 an der St. Paul School of Fine Arts in Minnesota. Nach seinem Militärdienst im Zweiten Weltkrieg setzte er seine Ausbildung von 1947 bis 1950 an der California School of Fine Arts in San Francisco (heute San Francisco Art Institute) fort. 1950/51 studierte er an der Académie de la Grande Chaumière in Paris. In den 1950er Jahren etablierte sich  Frank Lobdell  in der Kunstszene von San Francisco und wurde zu einem führenden Mitglied des Bay Area Figurative Movement und des Bay Area Abstract Expressionism. Von 1957 bis 1965 lehrte er an seiner Alma Mater, der California School of Fine Arts. 
Seine Werke wurden in vielen Ausstellungen gezeigt und sind in zahlreichen amerikanischen Museen vertreten, darunter das De Young Museum und das San Francisco Museum of Modern Art, das Los Angeles County Museum of Art und das Museum of Modern Art in New York.

## Werk
Frank Lobdells künstlerisches Werk umfasst Gemälde, Zeichnungen, Drucke und Skulpturen. Seine Arbeiten zeichnen sich durch eine expressive Abstraktion aus, die häufig symbolische und figurative Elemente integriert.